# Mateu Cabot Ramis
Mateu Cabot Ramis (Palma, Mallorca, 1961). Doctor en Filosofia i professor titular d'Estètica i Teoria de les Arts a la Universitat de les Illes Balears.
Llicenciat en filosofia i lletres (1985) amb la tesi "Habermas i el concepte de treball en Marx". Doctor en Filosofia (1990), amb la tesi "Th. W. Adorno i la Modernitat. Una interpretació de la dialèctica negativa d'Adorno en la perspectiva de la crítica de la modernitat". Professor titular de la UIB (2002). Dirigí la col·lecció Pensamiento/Clásicos de l'editorial Alba (Barcelona), en la qual es publicaren textos de Kant, Scheler, Nietzsche, Descartes, Pater i Hazlitt, entre d'altres. El seu treball de recerca se centra en la qüestió de l'experiència estètica en la societat de mitjans audiovisuals de masses, des de la teoria estètica inspirada en l'obra de T. W. Adorno. Des d'aquesta perspectiva, igualment, dirigeix la revista Constelaciones. Revista de Teoria Crítica, editada per la Universidad de Salamanca.
Ha publicat els llibres El penós camí de la raó. Th. W. Adorno i la crisi de la modernitat (1997), Imatges i conceptes. Introducció a l'estètica (2001) i Más que palabras. Estética en tiempos de cultura audiovisual (2007). Ha editat Th. W. Adorno: balance y perspectivas (2007), Ruptura de la tradición. Estudios sobre Walter Benjamin y Martin Heidegger (2008), Estètica i noves tecnologies (2009) i "L'ànima romàntica. Claus interpretatives per atendre el romanticisme" (2009).